# Snow drop
《snow drop》是L'Arc〜en〜Ciel的第13張單曲。1998年10月7日發行。

## 簡介
2週連續單曲發行的第1彈。第4張冠軍單曲，也是繼《HONEY》、《花葬》之後的第3張百萬單曲。僅次於《HONEY》成為銷售量第2高的單曲。

## 收錄曲目
1. snow drop
富士電視台《辣妹女警隊》日劇主題曲。
tetsuya看完動畫《龍龍與忠狗》後寫了這首曲子，hyde寫的歌詞也是以這部動畫為基礎。
單曲版本收錄在2003年精選輯《The Best of L'Arc〜en〜Ciel 1998-2000》。（海外部分，韓國、台灣版的《Clicked Singles Best 13》已經收錄）。
2. a swell in the sun
收錄在精選輯《The Best of L'Arc〜en〜Ciel c/w》、《QUADRINITY 〜MEMBER'S BEST SELECTIONS〜》。
3. snow drop (hydeless version)

## 收錄專輯
- ray（專輯版本）
- The Best of L'Arc〜en〜Ciel 1998-2000
- The Best of L'Arc〜en〜Ciel c/w
- QUADRINITY 〜MEMBER'S BEST SELECTIONS〜
- TWENITY 1997-1999（專輯版本）